# Howard (Kansas)
Howard is een plaats (city) in de Amerikaanse staat Kansas, en valt bestuurlijk gezien onder Elk County.

## Demografie
Bij de volkstelling in 2000 werd het aantal inwoners vastgesteld op 808.
In 2006 is het aantal inwoners door het United States Census Bureau geschat op 764, een daling van 44 (-5,4%).

## Geografie
Volgens het United States Census Bureau beslaat de plaats een oppervlakte van
1,8 km², geheel bestaande uit land. Howard ligt op ongeveer 316 m boven zeeniveau.

## Plaatsen in de nabije omgeving
De onderstaande figuur toont nabijgelegen plaatsen in een straal van 24 km rond Howard.